# Infrastruktur

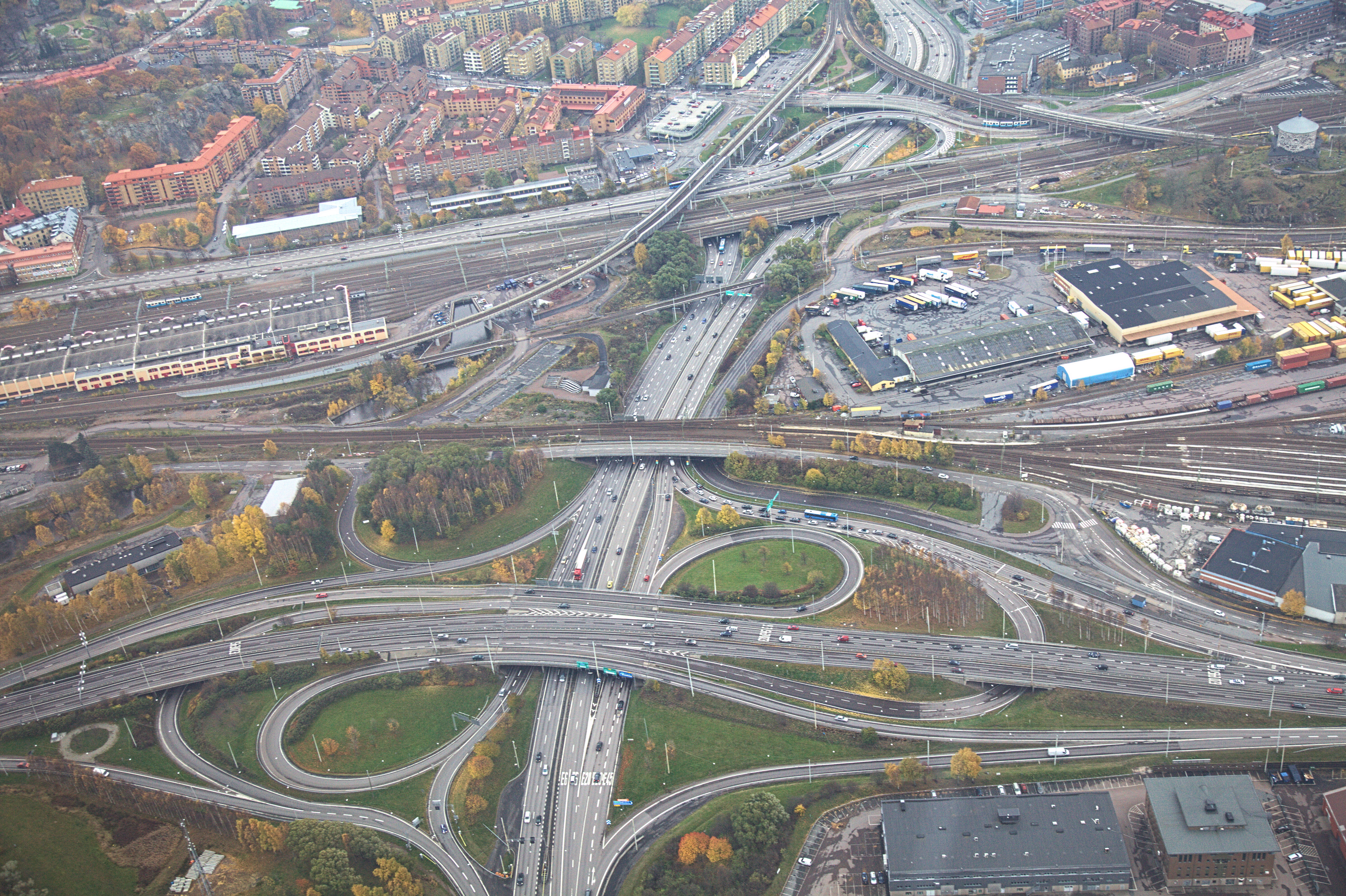
Helikopterbild över Gullbergsmotet (närmast) och Olskroksmotet i Göteborg som visar flera typer av infrastruktur.

Infrastruktur innefattar anläggningar och strukturer som säkrar essentiella funktioner i samhället. Framför allt avses system för transport av varor, personer och tjänster samt för energi och information. Till infrastruktur räknas även bebyggelse och fastighetsstruktur. En viktig del av infrastrukturen är även mer abstrakta strukturer som samhällsinstitutioner, utbildningsväsen, sjukvård, lagar och förordningar, vilka fungerar som sammanhållande medium, som ett "lim", i övrig mer konkret infrastruktur i samhället. Alla människors offentliga och enskilda kontaktnät, även den egna familjen, är andra exempel på abstrakta infrastrukturer (infra-, under-). Dessa strukturer hålls ihop av gemensam kunskap, kultur, historia, traditioner och det gemensamma ägandet av olika infrastrukturer.
Till infrastruktur brukar man först och främst räkna system som omfattar vägar och järnvägar, elnät och andra energisystem, telenät och Internet, samt vatten- och avloppsnät.
Det är i allmänhet det offentliga samhället – staten och kommunerna – som ansvarar för utbyggnad och underhåll av infrastruktur. Eftersom infrastruktur ofta är utformade som centraliserade eller decentraliserade nätverk med nätverkseffekter, kan dessa få stordriftsfördelar när de omfattar hela samhället; på så sätt brukar infrastrukturen beskrivas som ett naturligt monopol.
Begreppet infrastruktur kan även användas i en vidare betydelse, dock alltid som i nödvändiga stödjande strukturer och mekanismer. Till exempel kan ett företags infrastruktur innehålla bland annat e-post, intranät, reception och fysisk säkerhet.
Ordet har funnits i svenska språket sedan 1952, då Svenska Dagbladet skrev om norska stortingets utrikes- och konstitutionsutskott som börjat använda detta begrepp.

## Europeiska unionens program för skydd av kritisk infrastruktur (EPCIP)
EU definierar kritisk infrastruktur som: Anläggningar, system eller delar av dessa belägna i medlemsstaterna som är nödvändiga för att upprätthålla centrala samhällsfunktioner, hälsa, säkerhet, trygghet och människors ekonomiska eller sociala välfärd och där driftsstörning eller förstörelse av dessa skulle få betydande konsekvenser i en medlemsstat till följd av att man inte lyckas upprätthålla dessa funktioner.
Europeisk kritisk infrastruktur är i medlemsstaterna belägen kritisk infrastruktur vars driftsstörning eller förstörelse skulle få betydande konsekvenser för minst två medlemsstater.
Sedan 2004 arbetar EU-kommissionen för att skydda kritisk infrastruktur mot terrorattacker och 2005 lanserades programmet EPCIP för detta.
Europeiska unionens råds direktiv 2008/114/EG ålägger medlemsstaterna att identifiera europeisk kritisk infrastruktur och bedöma behovet av att stärka skyddet av denna. Särskilt omnämns energisystemet och transportväsendet. Aven IT-nätet kan ingå. I Sverige används det bredare begreppet samhällsviktig verksamhet. MSB är nationell kontaktpunkt för EPCIP men ännu (2015) har Sverige inte definierat någon europeisk kritisk infrastruktur.
Även EU:s stockholmsprogram från 2010 betonar skyddet av kritisk infrastruktur.